# Maud Coutereels
Maud Coutereels (Sambreville, Bélgica; 21 de mayo de 1986) es una futbolista belga que ha jugado como centrocampista en la selección de Bélgica y en el Standard Lieja de la Superliga Femenina de Bélgica.
Ha jugado gran parte de su carrera en el Standard Lieja (2003-2017, 2019-20, 2021-2024), con el que ha jugado la Champions League. En 2005 debutó en la selección belga.

## Estadísticas

### Clubes
| Club           | País    | Año         |
| -------------- | ------- | ----------- |
| Standard Lieja | Bélgica | 2003 - 2017 |
| Lille          | Francia | 2017 - 2019 |
| Standard Lieja | Bélgica | 2019 - 2020 |
| Lille          | Francia | 2020 - 2021 |
| Standard Lieja | Bélgica | 2021-2024   |